# Kristof Dekeyser
Kristof Dekeyser (11 de noviembre de 1983) es un deportista belga que compitió en remo. Ganó una medalla de plata en el Campeonato Mundial de Remo de 2005, en la prueba de cuatro scull ligero.

## Palmarés internacional
| Campeonato Mundial | Campeonato Mundial | Campeonato Mundial | Campeonato Mundial  |
| Año                | Lugar              | Medalla            | Prueba              |
| ------------------ | ------------------ | ------------------ | ------------------- |
| 2005               | Kaizu (Japón)      | Medalla de plata   | Cuatro scull ligero |